# Pleioneura griffithiana
Pleioneura griffithiana är en nejlikväxtart som först beskrevs av Pierre Edmond Boissier, och fick sitt nu gällande namn av K. H. Rechinger. Pleioneura griffithiana ingår i släktet Pleioneura och familjen nejlikväxter. Inga underarter finns listade i Catalogue of Life.